# Колегія тіціїв
Колегія тіціїв (тітіїв) (лат. Titii sodales, пізніше — лат. Titienses, Sacerdotes Titiales Flaviales) — римська жрецька колегія.
За Тацитом , колегія тіціїв була затверджена Ромулом для збереження сабінських священних установ  і опікування культом царя Тита Тація ; Варрон Реатінський  наводить версію про створення самим Титом Тацієм колегії жерців, що спостерігають за польотом птахів. За Светонієм, Октавіан Август відновив деякі давно забуті обряди, які справлялися тіціями в колишні часи.
За поясненням Моммзена , у приміській громаді (трибі) сабінян або тіціїв колись були свої особливі жерці-авгури і свої порядки здійснення ауспіцій і інавгурацій, які вирішено було зберегти при злитті громад. З часом колишні відмінні риси діяльності тіціїв згладилися і священство їх втратило своє значення, чим і пояснюється бездіяльність цієї колегії у відомий історичний час.